# Quinten Timber
 (décembre 2019).
Quinten Timber, né le 17 juin 2001 à Utrecht (Pays-Bas), est un footballeur international néerlandais, qui évolue au poste de milieu central au Feyenoord Rotterdam.
Il est le frère jumeau de Jurriën Timber.

## Biographie

### En club

#### Ajax Amsterdam
Timber a joué dans les académies de jeunesse du DVSU et de Feyenoord, avant que lui et son frère ne rejoignent l'Ajax Youth Academy en 2014. Depuis 2016, il joue pour diverses équipes de jeunes de la Équipe nationale des Pays-Bas et a remporté en 2018 le Championnat d'Europe des moins de 17 ans de l'UEFA 2018. Le 15 octobre 2018, il a fait ses débuts professionnels en jouant pour Jong Ajax, l'équipe réserve de l'Ajax participant à l'Eerste Divisie, le deuxième niveau du football professionnel aux Pays-Bas, lors d'une défaite 2-1 à l'extérieur contre Jong PSV. Il a marqué son premier but le 25 mars 2019 lors d'un match nul 3–3 avec le Jong FC Utrecht.

#### Utrecht
Le 5 mai 2021, il a été annoncé que Timber serait transféré au FC Utrecht, signant un contrat de trois ans avec le club de sa ville natale.

#### Feyenoord
Le 28 juillet 2022, Feyenoord a annoncé avoir signé un contrat de quatre ans avec Timber, avec le FC Utrecht annonçant que Timber est devenu à ce jour le joueur sortant le plus cher de l'histoire du club. Les frais de transfert s'élèvent à 8,5 millions d'euros, un record également pour Feyenoord. Il a marqué son premier but pour le club le 27 août 2022, marquant le premier but d'une victoire 4-0 contre le FC Emmen.

### En sélection nationale
Avec les moins de 17 ans, il participe au championnat d'Europe des moins de 17 ans en 2018. Lors de cette compétition, il joue six matchs. Les Pays-Bas remportent le tournoi en battant l'Italie en finale après une séance de tirs au but.

## Statistiques
| Club           | Saison         | Ligue          | Ligue | Ligue | Coupe KNVB | Coupe KNVB | Europe | Europe | Autre | Autre | Total | Total |
| Club           | Saison         | Division       | Apps  | Buts  | Apps       | Buts       | Apps   | Buts   | Apps  | Buts  | Apps  | Buts  |
| -------------- | -------------- | -------------- | ----- | ----- | ---------- | ---------- | ------ | ------ | ----- | ----- | ----- | ----- |
| Jong Ajax      | 2018–19        | Eerste Divisie | 2     | 1     | —          | —          | —      | —      | —     | —     | 2     | 1     |
| Jong Ajax      | 2019–20        | Eerste Divisie | 25    | 2     | —          | —          | —      | —      | —     | —     | 25    | 2     |
| Jong Ajax      | 2020–21        | Eerste Divisie | 13    | 0     | —          | —          | —      | —      | —     | —     | 13    | 0     |
| Jong Ajax      | Total          | Total          | 40    | 3     | —          | —          | —      | —      | —     | —     | 40    | 3     |
| Utrecht        | 2021–22        | Eredivisie     | 31    | 2     | 0          | 0          | 0      | 0      | 2     | 0     | 33    | 2     |
| Feyenoord      | 2022–23        | Eredivisie     | 24    | 2     | 1          | 0          | 6      | 1      | 0     | 0     | 31    | 3     |
| Feyenoord      | 2023–24        | Eredivisie     | 31    | 7     | 4          | 1          | 5      | 0      | 1     | 0     | 40    | 7     |
| Feyenoord      | Total          | Total          | 55    | 9     | 5          | 0          | 11     | 1      | 1     | 0     | 71    | 10    |
| Carrière total | Carrière total | Carrière total | 126   | 14    | 5          | 0          | 11     | 1      | 3     | 0     | 144   | 15    |

1. ↑  Apparitions en Play-offs Conference Ligue
2. ↑  Apparitions en UEFA Europa League
3. ↑  Quatre apparitions en UEFA Champions League, une apparition en UEFA Europa League
4. ↑  Apparitions en Johan Cruyff Shield

## Palmarès

### En club
Avec Feyenoord Rotterdam, Quinten Timber est champion des Pays-Bas en 2023 et vice-champion en 2024. Il remporte la Coupe des Pays-Bas en 2024 ainsi que la Supercoupe des Pays-Bas en 2024. Il est également finaliste de la Supercoupe des Pays-Bas en 2023.

### En sélection nationale
- Vainqueur du championnat d'Europe des moins de 17 ans en 2018 avec l'équipe des Pays-Bas des moins de 17 ans